# Ferienverein
Der Ferienverein, auch Ferienverein PTT-Personal oder Ferienverein Poscom (französisch Association vancances personnel PTT), war ein Verein zur Förderung von preiswerten Reisen und Ferienaufenthalten für die aktiven und pensionierten Mitarbeiter öffentlicher Körperschaften.

## Vereinstätigkeit
Der Verein verfolgte gemäss Statuten den Zweck, unter den aktiven und pensionierten Mitarbeitern aller Stufen der PTT-Betriebe und weiteren öffentlichen Körperschaften das gegenseitige Verständnis, den Gedankenaustausch, das Zusammengehörigkeitsgefühl und die Kameradschaft zu fördern.
Zu diesem Zweck veranstaltete der Verein preiswerte Reisen und Ferienaufenthalte in der Schweiz oder im Ausland, indem er mit Reise- und Transportunternehmen und Flug- und Eisenbahngesellschaften usw. zusammenarbeitete sowie Liegenschaften im In- und Ausland erwarb oder mietete. Die Organe des Vereins waren die Mitgliederversammlung, der Vorstand (drei Mitglieder) und die Revisoren.

## Finanzierung
Der Verein wurde mit Überschüssen aus der Vereinstätigkeit und freiwilligen Beiträgen finanziert. Vor allem Mitarbeiter der PTT und von Bundesbetrieben gaben dem Verein Darlehen von mindestens 2000 Franken und konnten so vom preisgünstigen Angebot profitieren. Grosse Geldgeber waren die Zürcher Beamtenversicherungskasse, die Zürich Versicherung und die Post.

## Geschichte
Der Ursprung des Vereins war eine Selbsthilfeorganisation der Angestellten der Sihlpost Zürich, die Winterferien in Arosa organisierten. Einer der Organisatoren, der 23-jährige Postbeamte Willi Bähler, gründete 1963 mit PTT-Mitarbeitern den Ferienverein des PTT-Personals mit einem Startkapital von 12.000 Franken. In den nächsten 40 Jahren wuchs das Unternehmen stetig, übernahm neun Hotels und Ferienanlagen sowie eine Car- und Hausbootflotte.
2006 führte eine Neubewertung mit Wertberichtigungen zu einer massiven Überschuldung. Zudem musste der Ferienverein eine am 1. März 2006 fällige Anleihe von 20 Millionen Franken zurückzahlen. Deshalb stieg er vor diesem Datum aus dem gemeinsamen Hotelprojekt «Las Playitas» in Fuerteventura mit Kuoni aus und überliess Kuoni das im Bau befindliche 4-Stern-Hotel. Dies führte zur Umwandlung des Verein in die Aktiengesellschaft Poscom Ferien Holding AG. Die Beamtenversicherungskasse des Kantons Zürich musste damals auf 46 Millionen ihrer Investition in den Ferienverein von 109 Millionen Franken verzichten. Im selben Jahr wurde die eigene Transportsparte Car Rouge an Eurobus veräussert.
2006 besass der Verein folgende Hotels (Übernahmejahr in Klammer): das Valaisia in Crans-Montana (1976) ⊙, das Altein in Arosa (1979) ⊙, das Giverola Resort an der Costa Brava (1980) ⊙, den Schweizerhof in Sils (1982), das Tirreno Resort auf Sardinien (1983) ⊙, das Victoria-Lauberhorn in Wengen (2000) ⊙, die Pension Chesa Pool im Fextal ⊙ und das Hotel Don Leon auf Mallorca ⊙.

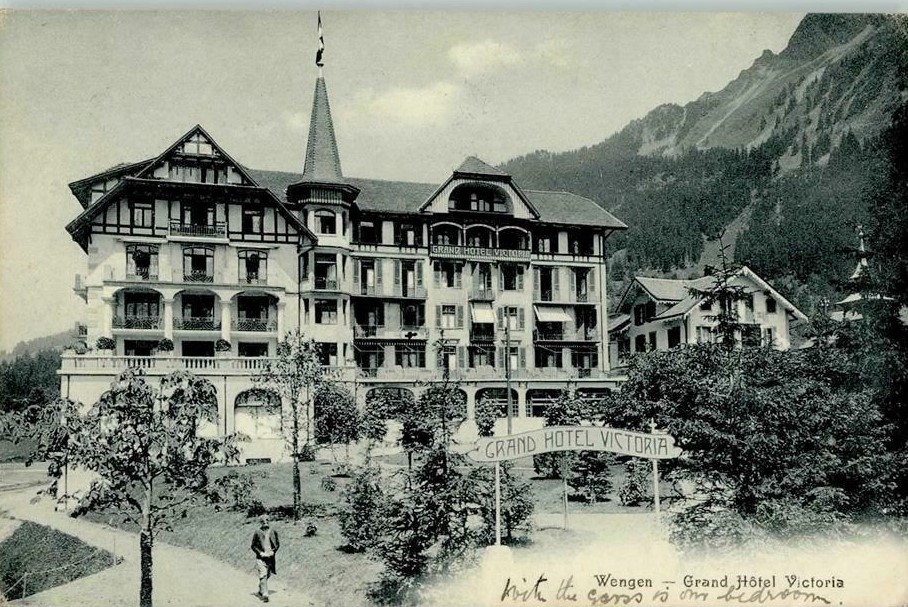
Hotel Victoria-Lauberhorn (1911)
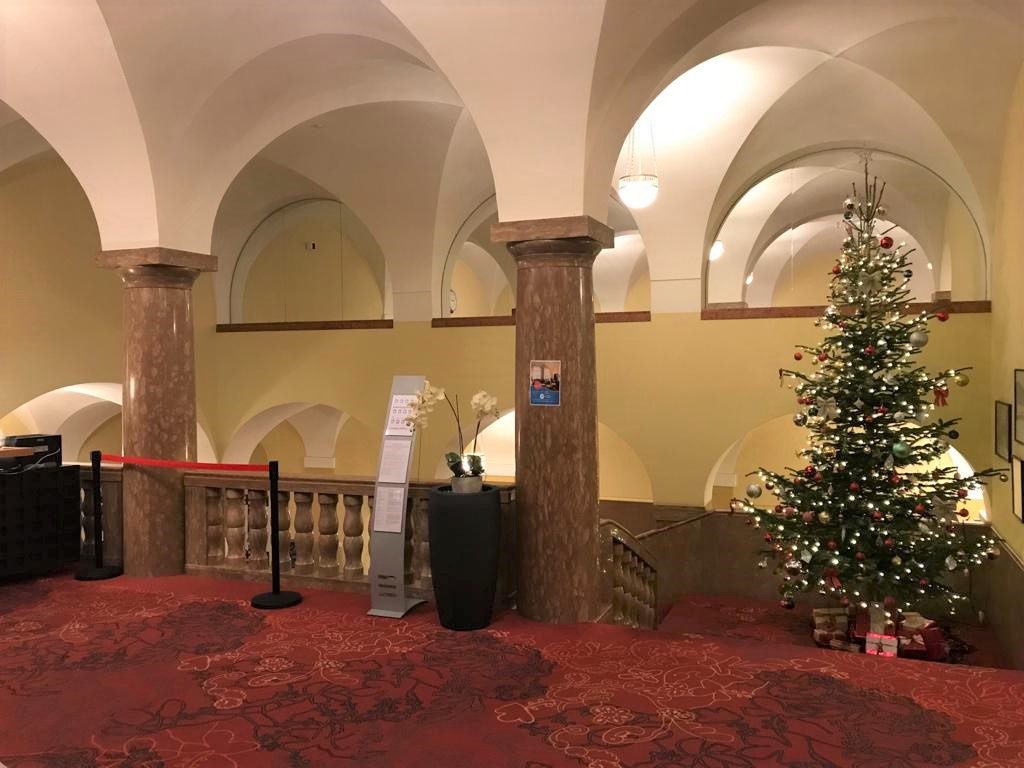
Hotel Altein (2022)
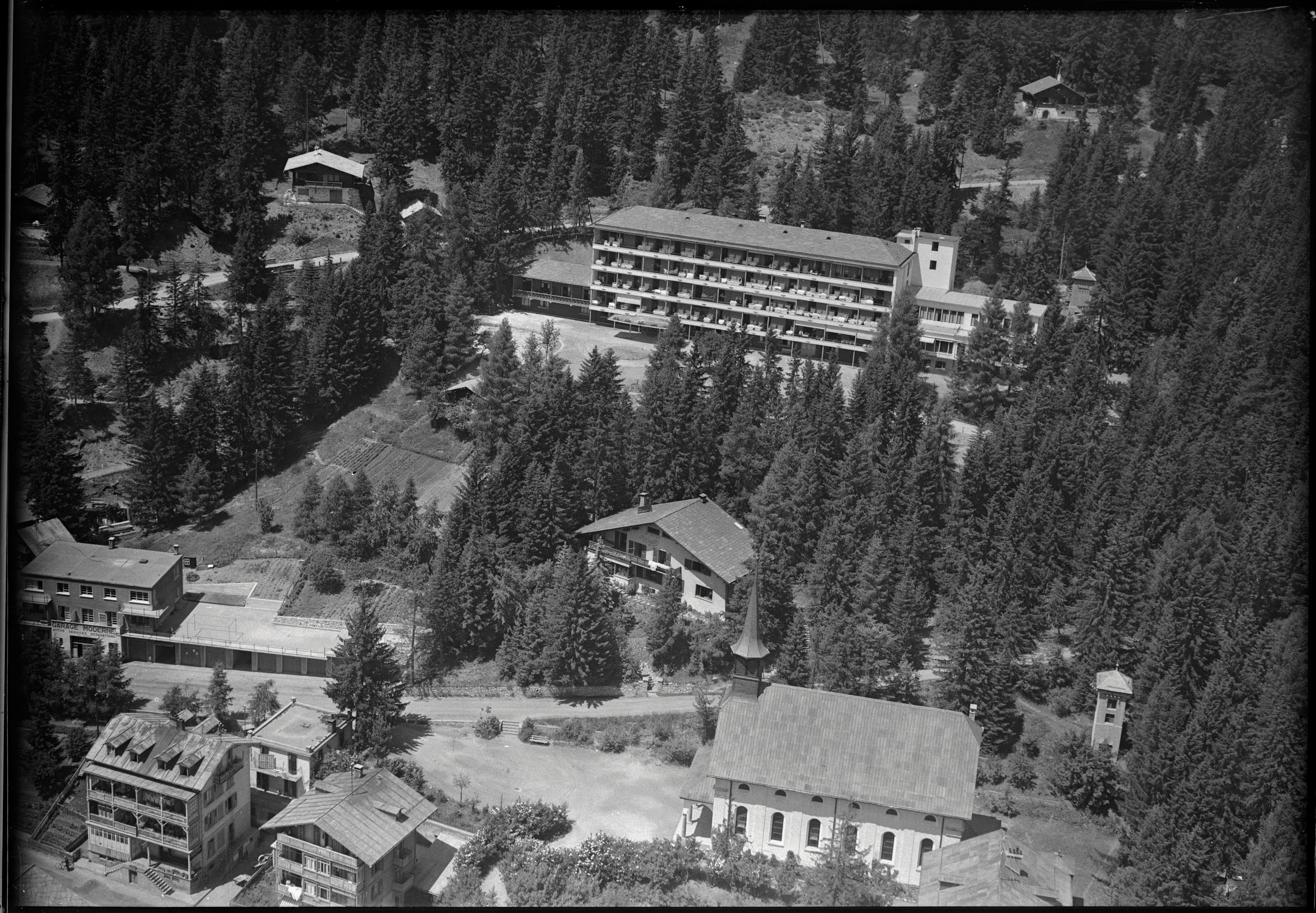
Valaisia (1949)
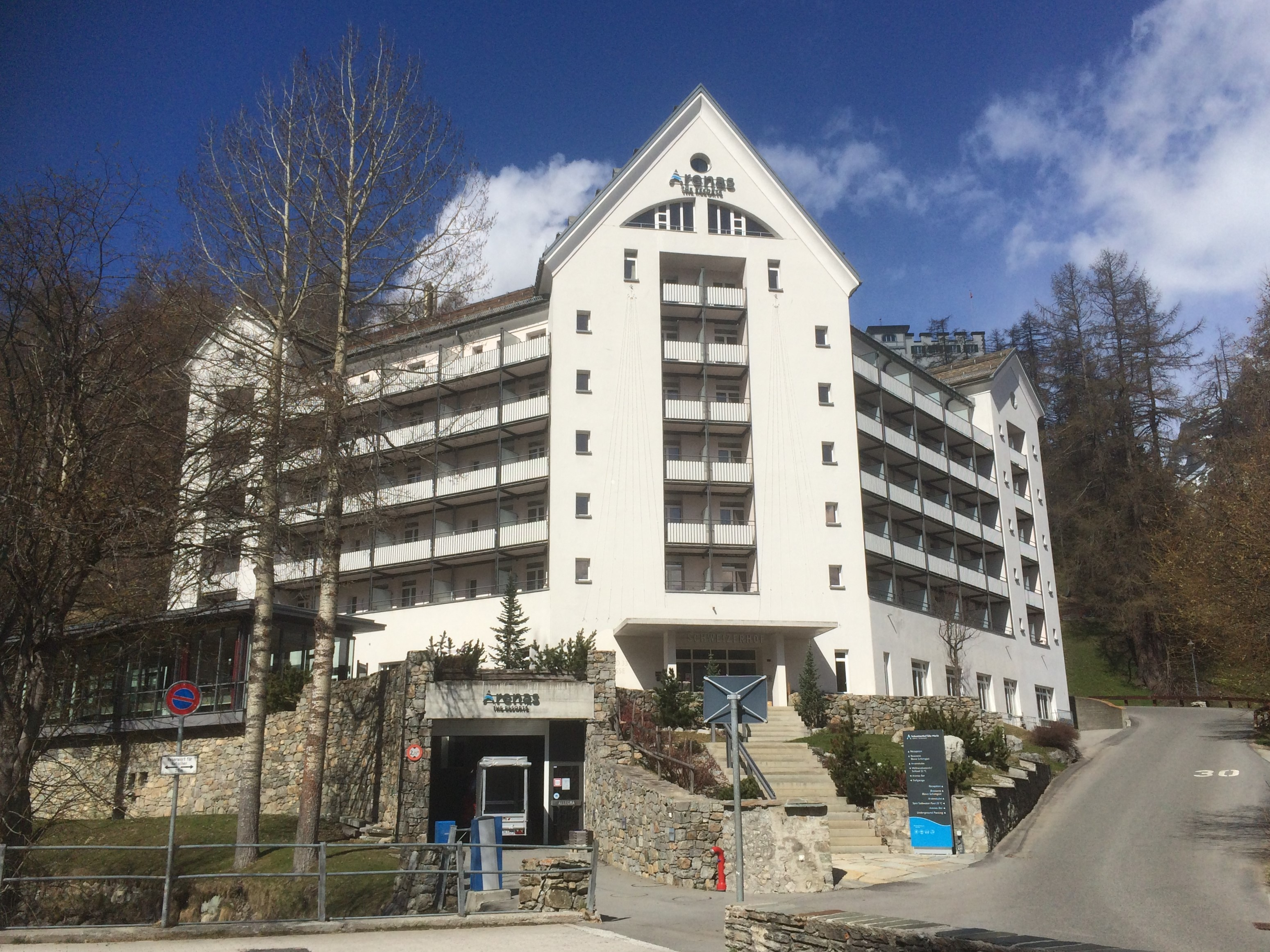
Hotel Schweizerhof (2021)
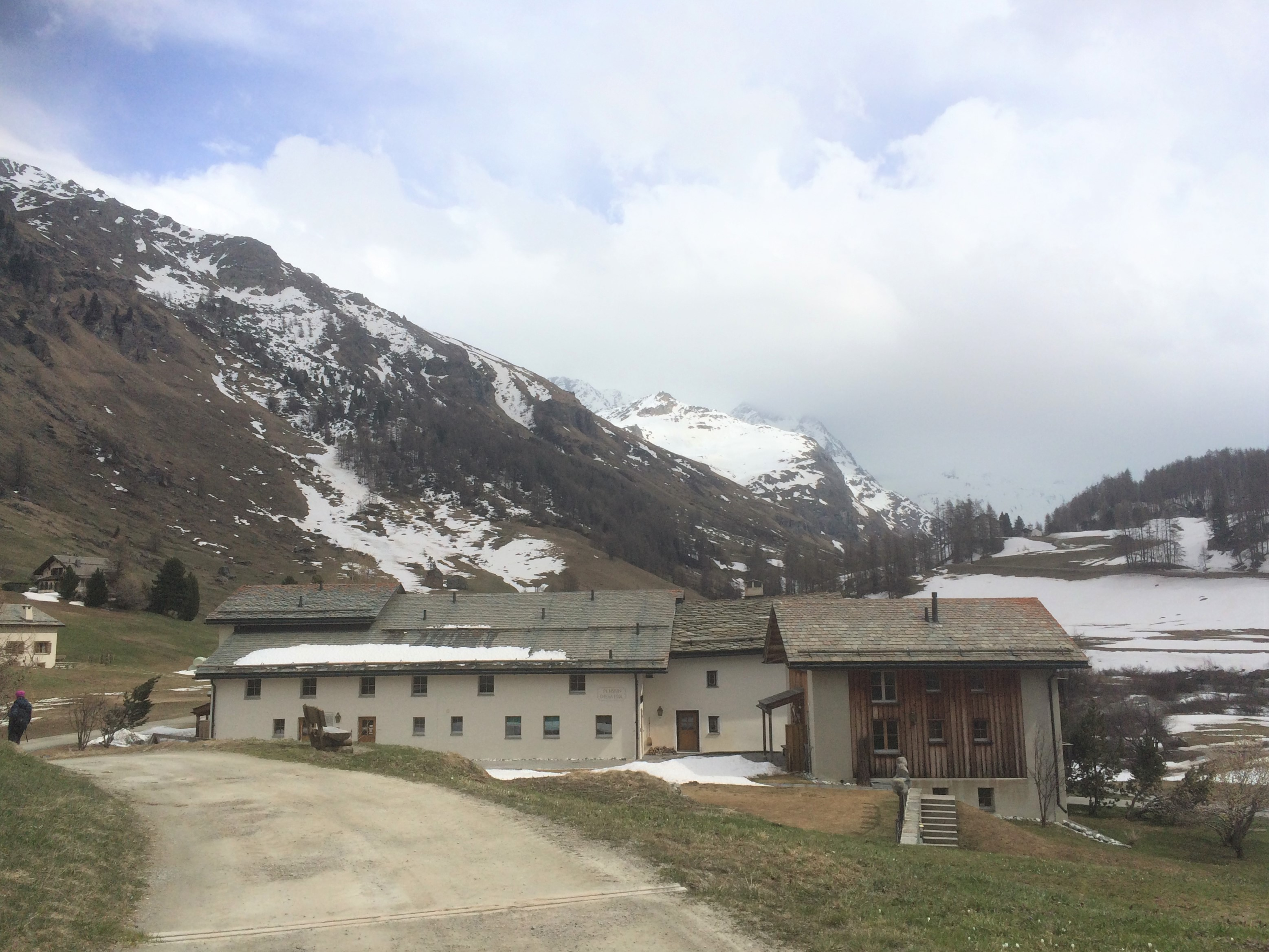
Chesa Pool (2021)

2008 wurde das «Hotel Don Leon» auf Mallorca an die «Universal Reisen» verkauft und 2010 die «Pension Chesa Pool» im Fextal an den Hotelier Hans-Jürg Buff. Trotz jährlichen operationellen Gewinnen stiegen die Schulden nach der Sanierung wieder auf 67 Millionen Franken (2016) an und das bei einem enormen Investitionsbedarf.
Anlässlich der ausserordentlichen Generalversammlung vom 6. Februar 2018 hiessen die Aktionäre der «Poscom Ferien Holding AG» die Veräusserung des Gesamtportfolios des Ferienvereins mit grossem Mehr gut. Mit Sami Al Angari, Bürger von Saudi-Arabien, wurde ein Finanzinvestor gefunden werden, der alle Hotels sowie die bestehende Betreiberorganisation Ferienverein für 58 Millionen Schweizer Franken übernahm und zusätzliche Investitionen in die Anlagen tätigen wollte.
In der Folge verkaufte die «Poscom Ferien Holding AG» 2018 ihr gesamtes Portfolio mit den Hotelanlagen (Tochtergesellschaften) und der Zentrale «Poscom Tour Operating AG» an den Investor. Mit dem Verkauf erhielten die 9000 Kleinaktionäre, die meisten davon ehemalige PTT-Angestellte, eine Liquidationsdividende von 25 Prozent des einbezahlten Kapitals und die Beamtenversicherungskasse des Kantons Zürich musste auf 8,5 Millionen Franken verzichten. Die Kleinaktionäre konnten ihre Vorzugskonditionen dank einem neuen VIP-Club behalten. Für die Gäste des Ferienvereins änderte sich nichts.
Die neue «Hotel Portfolio Holding AG» hat ihren Sitz bei der «Poscom Tour Operating AG» in Bern. Im März 2019 fand ein Markenänderung (Rebranding) mit der neuen Dachmarke «Arenas The Resorts» statt. Zu den «Arenas The Resort» gehören sechs Resorts im Mittelklasse-Bereich: das Altein in Arosa, der Schweizerhof in Sils-Maria, das Victoria-Lauberhorn in Wengen, das Valaisia in Crans-Montana sowie auf Sardinien das Arenas Resort Tirreno und an der Costa Brava das Arenas Resort Giverola.